# Festival western de Saint-Tite
Le festival western de Saint-Tite originaire de Thetford Mines a été déménagé à Saint-Tite en 1967 situé à Saint-Tite, au Québec (Canada). Événement touristique majeur en Mauricie, il accueille entre autres des épreuves de rodéo, des spectacles de musique country ainsi qu'un défilé. Se déroulant sur dix jours chaque année, le festival débute le vendredi suivant la fête du Travail, au début du mois de septembre.

## Histoire

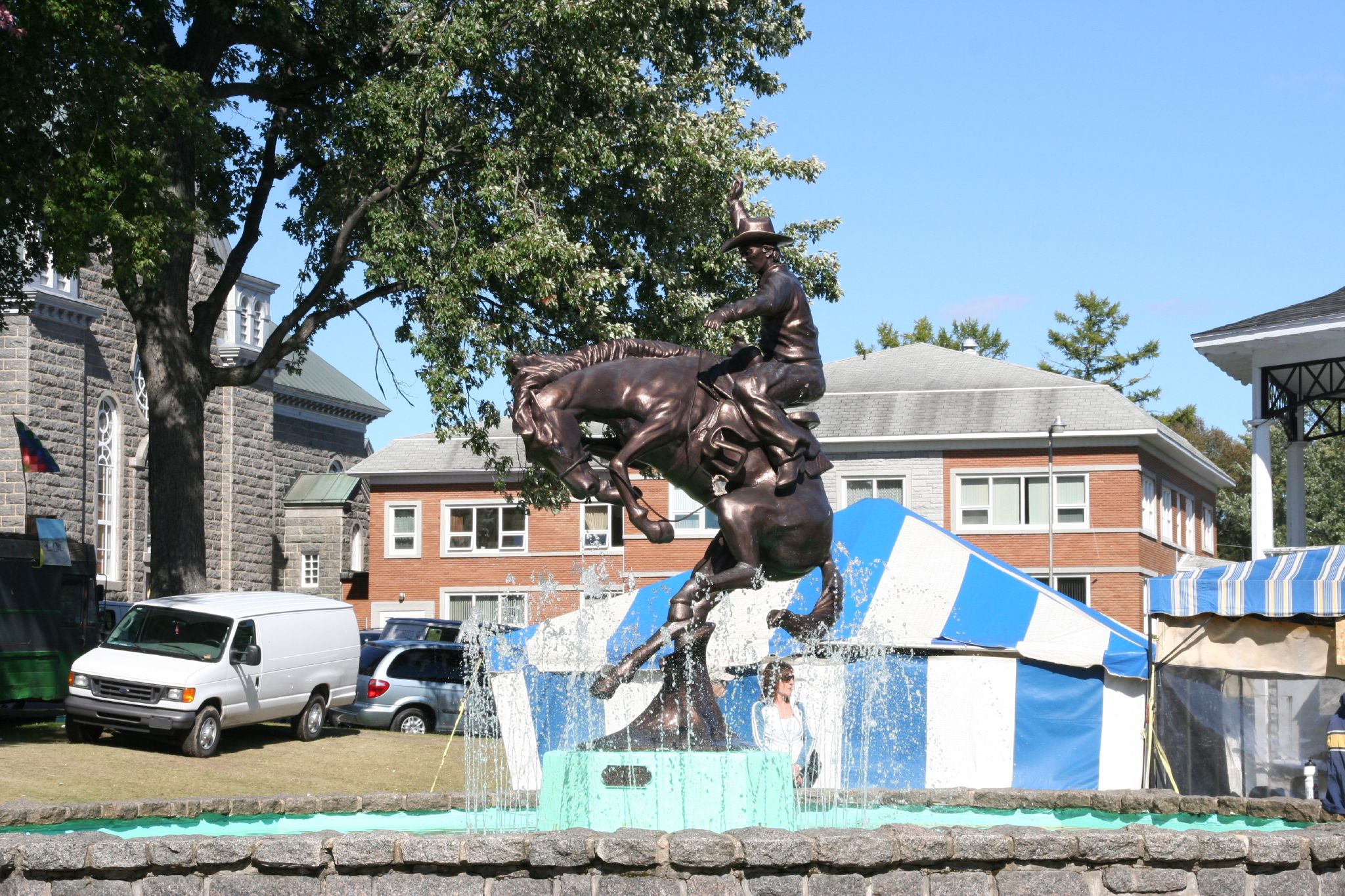
Statue équestre.

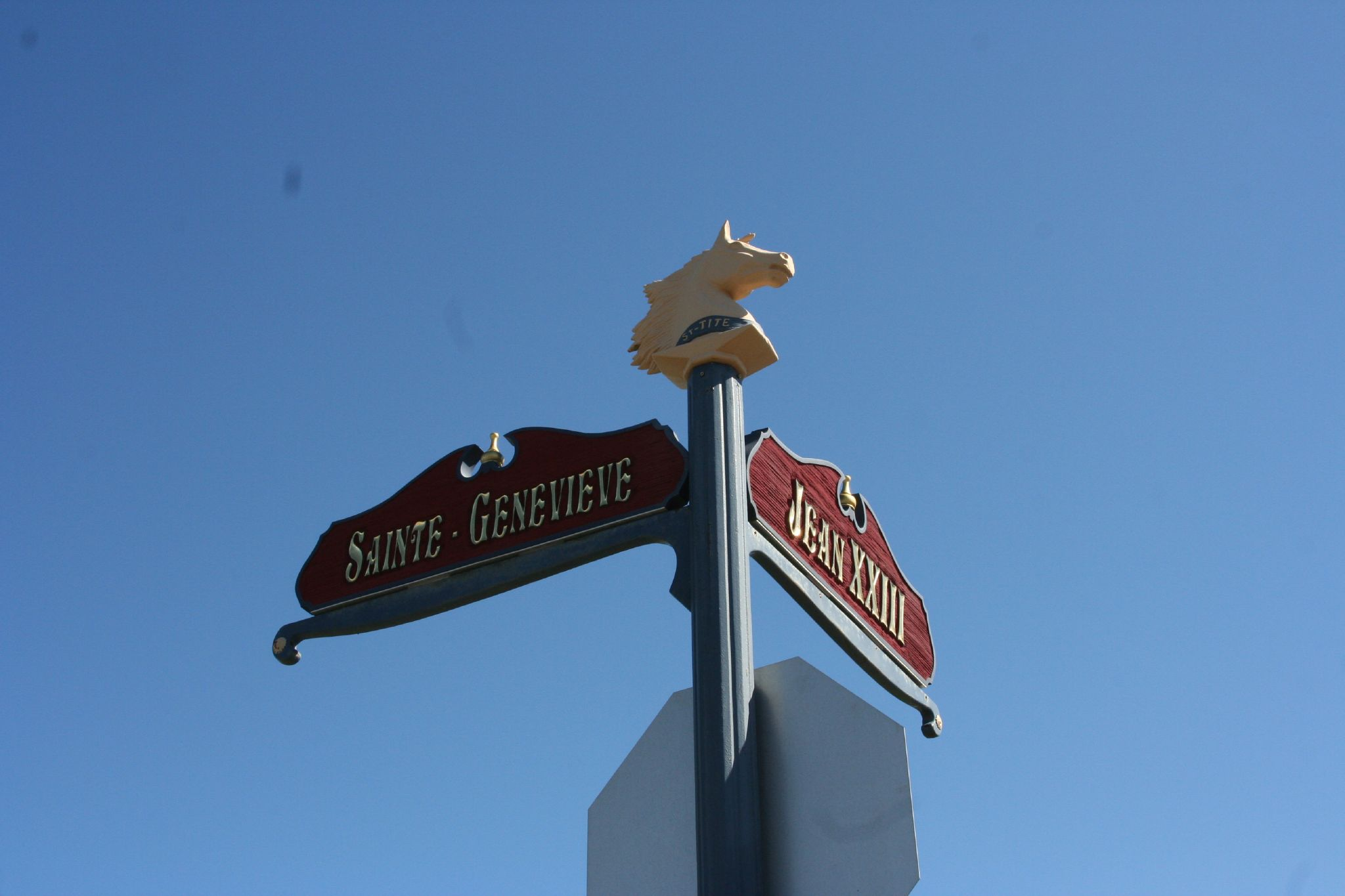
Rues de Saint-Tite.

En 1967, une entreprise de Saint-Tite spécialisée dans le travail du cuir organise un rodéo comme opération de marketing sur un terrain sportif local. L'événement accueille près de 6 000 visiteurs et connait un tel succès qu'il s'est rapidement formé plusieurs comités pour répéter l'expérience les années suivantes. La participation active et bénévole des citoyens est à la base de l’événement et contribue à concrétiser l'entreprise. Des efforts sont mis pour instaurer un rodéo professionnel et des concours équestres. En 1968, le défilé à traction animale fait son apparition. Au cours des années, plusieurs activités se greffent au festival, toujours autour d'une thématique western.
En 1972, de grandes estrades en bois sont inaugurées pour les spectateurs du rodéo.
Au fil des ans, la ville de Saint-Tite, l'organisation du festival, les entreprises de la ville et les citoyens ont graduellement modifié l'apparence des infrastructures pour donner à la ville une apparence de village du Far West. Cette transformation est visible par les aspects suivants :
- Une fontaine, à proximité de l'église, est surmontée d'une sculpture représentant un cow-boy montant un cheval sauvage.
- Une horloge à quatre faces de style western est installée à l'intersection principale de la ville.
- Les panneaux de signalisation indiquant le nom des rues ont été modifiés pour leur donner une apparence western.
- Les commerces ont souvent une décoration extérieure permanente au style western. Alors que certains ont modifié entièrement l'extérieur de leur commerce, la plupart se contentent d'avoir stylisé le nom de leur commerce.
- Les ménages peuvent participer tous les ans à un concours de décoration de l'extérieur de leur maison. Alors que la plupart des citoyens installent des clôtures, des perches et des lumières colorées, certains créent des décorations articulées avec des moteurs électriques ou couvrent entièrement leur terrain d'objets de type western.

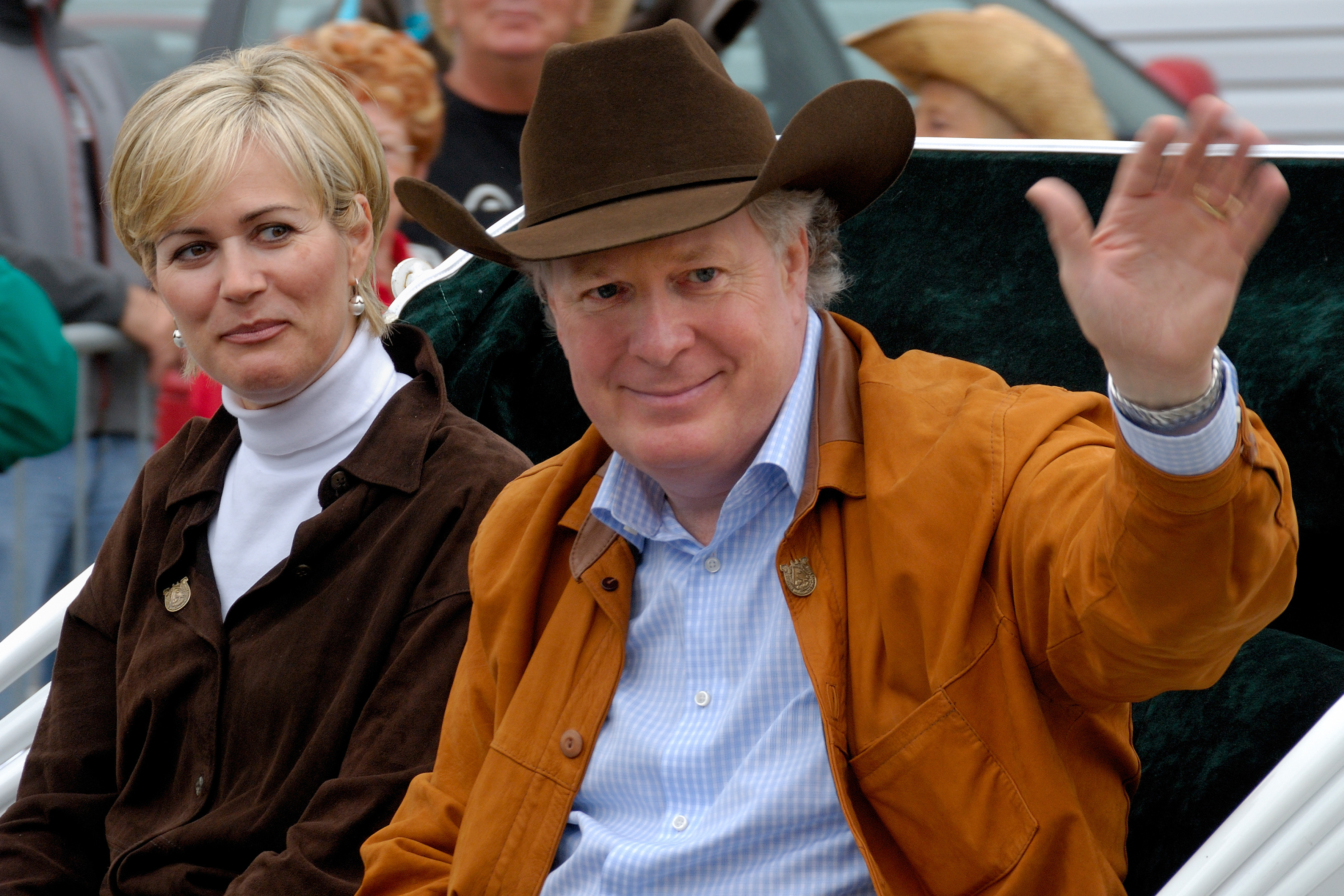
Jean Charest et sa femme, Michèle Dionne, le 7 septembre 2008.

En 1999, les estrades en bois ont été démolies pour faire place à de nouvelles estrades en acier d'une capacité de 7 243 places.
Le Festival Western de Saint-Tite est un organisme à but non lucratif qui a pour mission de produire des rodéos professionnels et des activités destinées à recréer une atmosphère à caractère country-western. Tout en favorisant une ambiance incomparable, l’événement a comme but de maximiser des retombées socio-économiques et touristiques majeures au sein de la ville de Saint-Tite, de la MRC Mékinac et dans l’ensemble de la région de la Mauricie. Tout ceci dans l’optique d’obtenir un rayonnement au niveau international.
Événement country-western incontournable et référence en termes de rodéo professionnel dans l’Est de l’Amérique du Nord, le Festival Western de Saint-Tite a su se tailler une place de choix au sein de sa région et de sa communauté. Sa croissance est d’ailleurs le fruit du travail d’un grand nombre d’hommes et de femmes passionnés.
L’Organisation a pour vision d’être la référence en ce qui concerne la production de rodéos et d’activités country-western dans l’Est de l’Amérique du Nord.
En 2008, le festival a attiré 585 581 visiteurs, dont 100 000 seulement pour le défilé à traction chevaline.
En 2023, lors de sa 55e édition, l’événement a atteint un nombre historique de visiteurs, soit 727 608. En général, la municipalité accueille 150 fois son nombre de résidents durant les festivités. Environ 63% des festivaliers proviennent de l’extérieur de la région, par exemple de l’Ouest Canadien, des États-Unis et d’Europe. Annuellement, le Festival produit 45 M$ en retombées économiques dans la région qui s’étend de Saint-Tite à Trois-Rivières.
Plusieurs chanteurs connus ont performé lors du festival lors de l'édition 2024, notamment Annie Blanchard, Maxime Landry, Brigitte Boisjolie, Yoan, Mountain Daisies, Francis Degrandpré, Justin Legacy, Cindy Bédard et le groupe Salebarbes. Cette même année, les rodéos ont rencontré un immense succès, attirant un public nombreux avec un taux d’occupation des gradins de 96 %, un record selon l’organisation. Près de 430 compétiteurs venus de toute l’Amérique du Nord ont pris part aux compétitions et aux spectacles équestres, contribuant à l’ampleur de l’événement.
Pour la 57e édition du Festival Western de Saint-Tite, les organisateurs de l'événement ont annoncé qu’une nouvelle scène extérieure pourra accueillir jusqu'à 6 000 spectateurs, l’automne prochain.
En 2025, la série documentaire La fièvre des festivals a permis aux téléspectateurs de découvrir toute l'organisation derrière cet événement en suivant les organisateurs en coulisses.

## Organisation
Toute l’organisation du Festival est chapeautée par la Corporation. Celle-ci est composée des ex-présidents, des membres honoraires et de la présidence de l’année en cours.

## Accusations de maltraitance animale et poursuites judiciaires
Depuis 2017, il y a eu plusieurs accusations de mauvais traitement des animaux au rodéo du Festival Western de Saint-Tite, menant notamment à la mort d’un cheval en 2017 et à la mort d'un bouvillon en 2024.
En 2017, le professeur de droit de l’Université de droit, Me Alain Roy, a déposé une demande d’injonction contre le Festival Western de Saint-Tite à la Cour supérieure du Québec qui l’a autorisé à documenter le traitement réservé aux animaux utilisés lors des rodéos. Dans son rapport de 690 pages, l’équipe analyse les 135 heures de vidéos tournées dans 20 rodéos, incluant les activités de la monte de chevaux et de taureaux, le terrassement des bouvillons, la prise de veaux au lasso et la course entre barils.
En 2022, l’organisme la Communauté Droit animalier Québec - DAQ - dépose une demande d’injonction pour interdire certaines épreuves du rodéo, notamment la prise du veau au lasso et le terrassement du bouvillon. Lors de l’épreuve de la prise du veau au lasso, les cowboys doivent attraper le veau et ligoter trois de ses pattes ensemble le plus rapidement possible. Dans l’épreuve du terrassement du bouvillon, ils projettent au sol par torsion cervicale le bouvillon. Selon l’organisme, ces activités causent de la détresse, de l’anxiété, des douleurs aiguës et une souffrance excessive aux animaux.
En avril 2023, la Cour supérieure refuse d’entendre la poursuite de la Communauté Droit animalier Québec - DAQ -, jugeant l’affaire irrecevable puisque le DAQ n’avait pas un intérêt suffisant pour agir. Le DAQ estime qu'il s'agit d'une question d’intérêt public puisque, depuis 2015, la loi québécoise applicable stipule notamment que c'est une responsabilité individuelle et collective de protéger les animaux qui ne sont plus classés comme des biens, mais plutôt des êtres sentients ayant des impératifs biologiques. Cette loi devrait protéger le bien-être et la sécurité des êtres vulnérables que sont les veaux (bébés vaches) et les bouvillons (vaches adolescentes) dans le cadre des activités au Festival Western de Saint-Tite, selon le président et fondateur de DAQ, Me Nicolas Morello, avocat.
En 2024, la Communauté Droit animalier Québec se tourne vers la Cour d'appel du Québec pour poursuivre sa bataille contre les mauvais traitements des animaux au Festival Western de Saint-Tite. Cependant, la Cour d’appel a estimé que le DAQ n’avait pas de lien direct avec le Festival et a refermé le dossier.
En juillet 2022, les quatre médecins vétérinaires experts mandatés par le ministère de l’Agriculture, des Pêcheries et de l’Alimentation (MAPAQ) pour son groupe de travail en arrivent aussi à la conclusion que la prise du veau au lasso compromet le bien-être et la sécurité des êtres animaux utilisés. Son rapport public de plus de 100 pages conclut que l’activité de la prise du veau au lasso ne permet pas d’assurer le bien-être et la sécurité des animaux utilisés, puisqu’elle les expose à de la peur de façon répétée, avec des risques importants d’anxiété, de stress aigu et chronique, et ce, malgré les modifications apportées au cours des dernières années. Le groupe de travail recommande l’arrêt de l’activité. Le rapport a également conclu que plusieurs facteurs impératifs doivent être rencontrés pour assurer le bien-être physique et la sécurité des bouvillons utilisés.
En mai 2024, le Festival Western de Saint-Tite confirme qu’un bouvillon est mort lors de l’épreuve du terrassement du bouvillon. Le Dr Jean-Jacques Kona-Boun, médecin vétérinaire, qui a analysé des centaines d’heures d’enregistrement de rodéos et a rédigé un rapport concernant le stress vécu par les animaux lors des rodéos, n’est pas surpris qu’un animal soit mort. Cette épreuve impose un stress énorme sur la colonne vertébrale cervicale, selon le médecin vétérinaire. Il considère qu’on ne peut pas parler d’un accident parce que c’est un danger connu et rapporté à plusieurs reprises par des experts indépendants et par les experts du MAPAQ,,.
En mai 2025, le DAQ poursuit le MAPAQ pour son inaction dans le dossier des rodéos. Cette poursuite fait suite à un signalement de plus de 900 pages en mars 2025.

## Prix et distinctions
- 2019 : Autorisé à vous divertir, prix décerné par la SOCAN[17].